# Pintér Sándor (bemondó, 1949–2023)
Pintér Sándor, névvariáns: ifj. Pintér Sándor (Budapest, 1949. május 7. – 2023. január 22.) a Magyar Rádió bemondója, műsorvezető.

## Életpályája
Édesapja Pintér Sándor, a Magyar Rádió főmunkatársa, vezető bemondója volt. Ifj. Pintér Sándor is ezt a pályát választotta. 1972-től a Magyar Rádió bemondójaként dolgozott. Mind a három adón (Kossuth, Bartók, Petőfi) teljesített szolgálatot, hírolvasó bemondóként és műsorvezetőként is. Irodalmi műsorokban bemondó kollégáival előadóművészként is fellépett. A televízióból narrációs szövegek, stáblisták felolvasójaként is ismert. 
1978-ban az Esti Hírlap című lapban, akkori házastársával Acél Annával együtt, az alábbiakat nyilatkozták: 
1996-ban Bérczy Krisztinával, az év bemondója díjat vehették át. 2006-ban a Magyar Rádió 80. születésnapján sokéves munkája elismeréseként nívódíjban részesült.
Feleségétől Acél Annától elvált, közös lányuk: Anna.
Hosszú betegség után 2023. január 22-én elhunyt.

## Rádiós munkáiból
- Napközben – zenés délelőtt (Petőfi Rádió)
- Végre vasárnap! Zenés szórakoztató műsor (Petőfi Rádió)
- Reggeli krónika (Kossuth Rádió)
- Muzsikáló reggel (Bartók Rádió)
- Botladozás – A politizáló Déry Tibor (dokumentum-rádiójáték, közreműködő)
- A Petőfi rádió reggeli zenés műsora – adásvezető, bemondó

## Díjai, elismerései
- Az év bemondója díj (1996)[4]
- Magyar Rádió – Nívódíj (2006)